# Anak
Anak é um filme de drama filipino de 2000 dirigido e escrito por Rory Quintos. Foi selecionado como representante das Filipinas à edição do Oscar 2001, organizada pela Academia de Artes e Ciências Cinematográficas.

## Elenco
- Vilma Santos - Josie
- Claudine Barretto - Carla
- Joel Torre - Rudy
- Baron Geisler - Michael
- Amy Austria - Lyn
- Cherry Pie Picache - Mercy
- Sheila Mae Alvero - Daday
- Leandro Muñoz - Brian
- Tess Dumpit - Norma
- Cris Michelena - Arnel